# Ficus scobina
Ficus scobina är en mullbärsväxtart som beskrevs av George Bentham. Ficus scobina ingår i släktet fikonsläktet, och familjen mullbärsväxter. Inga underarter finns listade i Catalogue of Life.